# Густав Емар
Густав Емар (фр. Gustave Aimard, псевдонім; справжнє ім'я — Олів'є Глу (Gloux); 13 вересня 1818, Париж — 20 червня 1883, там само) — французький письменник. Автор пригодницьких романів, один із класиків жанру вестерн у літературі. Разом з Еженом Сю і Полем Февалем — популярний представник французької масової літератури XIX століття.

## Життєпис
У 12 (за іншими даними — в 9 чи й 7) років утік з дому і поступив юнгою на корабель; мандрував Латинською Америкою, Туреччиною і Кавказом. У 1848 р. — офіцер мобільної гвардії в Парижі; брув участь у революції 1848 року. Під час Третьої імперії збирав у Америці матеріали для своїх книг, командував загоном «вільних стрільців» у франко-прусській війні.
Густав Емар страждав від манії величі і закінчив життя в психіатричній лікарні Святої Анни, тому в його життєписі факти важко відділити від вигадок.

## Творчість
Літературною творчістю Густав Емар зайнявся в 1856 р. Першим його значним романом стали «Арканзаські трапери» (1858) про «золоту лихоманку» та американську експедицію Гастона де Рауссе-Бульбона, в якій Густав Емар, можливо, брав участь.

### Доробок
- 1858 — «Арканзаські трапери»
- 1858 — «Вождь окасів»
- 1858 — «Шукач слідів»
- 1858 — «Степові розбійники»
- 1859 — «Суд Лінча»
- 1859 — «Фланкер»
- 1860 — «Флібустьєри»
- 1860 — «Золота лихоманка»
- 1860 — «Курумілла»
- 1861 — «Рейнджери кордонів»
- 1861 — «Вільні стрільці»
- 1861 — «Чисте Серце»
- 1861 — «Влучна куля»
- 1862 — «Валентин Гіллуа»
- 1862 — «Тверда Рука»
- 1863 — «Авантюрист»
- 1863 — «Текуча вода»
- 1864 — «Мисливці за бджолами»
- 1864 — «Кам'яне Серце»
- 1864 — «Гуарані»
- 1864 — «Монто-Неро»
- 1864 — «Зено Кабрал»
- 1864 — «Мексиканські ночі»
- 1864 — «Арауканець»
- 1864 — «Сини черепахи»
- 1864 — «Лев пустелі»
- 1864 — «Флібустьєри Сонори»
- 1865 — «Морські цигани»
- 1865 — «Золота Кастилія»
- 1865 — «Взимку серед індіанців Чіпеву»
- 1866 — «Гамбусино»
- 1866 — «Сакрамента»
- 1866 — «Мексиканська помста»
- 1867 — «Мас-Горка»
- 1867 — «Росас»
- 1867 — «Вуду»
- 1867 — «Мексиканські мисливці»
- 1867 — «Незнаний Париж»
- 1868 — «Легенда про Салтімбангу»
- 1868 — «Міссурійскі розбійники»
- 1868 — «Ведмежатко Залізна Голова»
- 1869 — «Лісник»
- 1869 — «Король золотих копалень»
- 1870 — «Незайманий ліс»
- 1871 — «Священна війна в Ельзасі»
- 1873 — «Морські титани»
- 1873 — «Пригоди Мішеля Гартмана»
- 1873 — «Скальпи бліднолицих»
- 1874 — «Форт Дюкен»
- 1874 — «Атласна змія»
- 1874 — «Карденіо»
- 1874 — «Привид партизана»
- 1875 — «Спалені ліси»
- 1875 — «Таємні чари великої Індії»
- 1875 — «Вождь Спалених лісів»
- 1876 — «Мисливець за щурами»
- 1877 — «Королі океану»
- 1878 — «Дармоїди Нового моста»
- 1878 — «Крапля чорної крові»
- 1879 — «Гострі дороги»
- 1879 — «На морі і на суші»
- 1881 — «Ранчо біля моста Ліан»
- 1881 — «Бандити Аризони»
- 1882 — «Суріке»
- 1882 — «Корнеліо д'Армор»
- 1883 — «Слідопит»
- 1883 — «Перст Божий»
- 1886 — «Нова Бразилія»
- 1888 — «Живцем поховані»
- 1888 — «Центральні стежки»
- 1888 — «Альпійский Робінзон»
- 1893 — «Чорна птаха»